# Vägvalet (Göteborg)
Vägvalet var ett politiskt parti som bildades i februari 2010 som en reaktion mot förslaget att införa trängselskatt i Göteborg. Det ställde upp i valen till kommunfullmäktige i Göteborg från 2010 till och med 2018. Vägvalet ställde även upp i regionvalen i Västra Götaland 2011 och 2014 samt riksdagsvalet 2014.
Partiet profilerade sig initialt som ett uttryckligt enfrågeparti med fokus på att stoppa trängselskatten, samt andra infrastruktursfrågor som att stoppa bygget av järnvägstunneln Västlänken. På senare tid breddades partiet, och framhöll även trafik- och stadsutvecklingsfrågor liksom frågor om skola, kultur och miljö som viktiga.

## Bakgrund
Ett principbeslut om trängselskatten antogs med acklamation av ett nästan enigt kommunfullmäktige i november 2009 och slutligen, definitivt, i mars 2010. I partiets historieberättande är detta upptakten till partiets bildande.
Parallellt med valkampanjen 2010 startade Vägvalet en namninsamling för att få till stånd en folkomröstning om trängselskatten. Enligt dåvarande lagstiftning krävdes det att 5 procent av kommunens röstberättigade väljare skrev på namninsamlingen för att kommunfullmäktige skulle tvingas ta ställning i frågan. När tillräckligt antal underskrifter uppnåtts lämnades 28 600 namn in till kommunfullmäktiges ordförande 8 december 2010. Av dessa underskrifter var cirka 22 900 bosatta i Göteborg, vilket var över 5 procent. Kommunfullmäktige röstade dock nej till att anordna en folkomröstning om trängselskatten 14 april 2011.

## Historik
I valet till kommunfullmäktige i Göteborg 2010 fick Vägvalet 16 841 röster (5,32 procent), och tog därmed fem mandat i kommunfullmäktige. Genom en uppgörelse med allianspartierna i Göteborg erhöll partiet representation i Trafiknämnden, Fastighetsnämnden och Byggnadsnämnden. Under sin första mandatperiod motionerade partiet bland annat om att bygga en västlig ringled kallad Göta Ringen, för att avlasta väg E6 som går rakt genom staden, samt att avveckla Parkeringsbolaget AB. Vägvalet föreslog också ett alternativt, nedbantat västsvenskt infrastrukturpaket, där Västlänken ersatts av en billigare lösning.
I landstingsvalet i Västra Götalandsregionen 2010 samarbetade partiet med Sjukvårdspartiet Västra Götaland. Vägvalet ställde inte upp i regionvalet, men fick kandidater invalda på Sjukvårdspartiets mandat. Överenskommelsen sprack under tiden fram till omvalet i Västra Götalands län 2011, vilket utmynnade i en rättstvist. Vägvalet ställde därmed själva upp i omvalet, men lyckades inte ta sig över treprocentsspärren till regionfullmäktige. Vägvalet uppnådde 2,52 procent, vilket motsvarade 13 760 röster. Partiet fick bäst resultat i kranskommunerna till Göteborg. I Härryda fick partiet 6,54 procent, i Mölndal 6,38 procent och i Partille 6,22 procent av rösterna.
Kvällstidningen GT drog i augusti 2012 igång en sex månader lång kampanj för att få till stånd en folkomröstning om trängselskatten. En ny lag krävde nu minst tio procent av de röstberättigades namnunderskrifter för att kommunfullmäktige ska tvingas ta ställning till folkinitiativ. Vägvalet stödde denna namninsamling och samlade in underskrifter på gator och torg. Av cirka 90 000 insamlade namn godkändes 49 000 som tillhörande boende i kommunen och 22 maj 2013 röstade Göteborgs kommunfullmäktige med en rösts övervikt för att anordna en lokal folkomröstning om trängselskatten i Göteborg.
Folkomröstningen genomfördes på valdagen 2014, och valdeltagandet blev 73,47 procent. Frågan som ställdes var "Anser du att trängselskatten ska fortsätta i Göteborg efter valet 2014?", med svarsalternativen ja och nej. Nej-sidan vann omröstningen med 56,89 procent mot ja-sidans 43,11 procent. Trängelskatten kom dock att kvarstå trots resultatet.
Vägvalet hade inför valet 2014 breddat sitt program från att vara ett enfrågeparti, något som i förlängningen lett till att partiets vice partiledare, Tom Heyman, 6 oktober 2017 hoppade av partiet. I kommunalvalet i Göteborg drev man till exempel frågan om att Göteborg ska driva sin egen kollektivtrafik fritt från Västtrafik, att äldre ska få välja hur de ska få bli vårdade och avvecklande av stadsdelsnämnderna för att uppnå en likvärdig skola.
I kommunfullmäktigevalet 2014 fick Vägvalet 4,89 procent (16 310 röster) och behöll sina fem mandat i kommunfullmäktige. I valet till regionfullmäktige i Västra Götalands län fick Vägvalet 1,1 procent av rösterna, totalt 11 453 röster. Eftersom det krävs minst 3 procent av rösterna för att ta mandat blev ingen ifrån Vägvalet invald i regionfullmäktige. Partiet deltog även i Riksdagsvalet 2014 där partiet fick 1037 röster, 0,02 % av rösterna i hela landet.
Efter valet ingick partiet en valteknisk samverkan med Martin Wannholt, en moderat politiker som hamnat i konflikt med sitt parti över sitt motstånd mot Västlänken. Vägvalet bidrog till att Wannholt under mandatperioden fick en kommunalrådspost under beteckningen Samverkande göteborgare. Partiets tidigare vice, Tom Heyman, menar att Wannholt diskuterat med honom och Papaioannou om att eventuellt gå med i partiet. Då Vägvalet inte ville byta namn valde dock Wannholt att istället starta Demokraterna, som kom att ha motståndet mot Västlänken som huvudfråga.
Papaioannou avgick som partiledare i februari 2017 och ersattes av Claes Westberg.
Vägvalet fick 1,91 procent i kommunvalet 2018, och missade därmed tvåprocentsspärren för mandat. Förlusten ansågs bero på att partiet hamnat i skymundan för Demokraterna. Vägvalet upplöstes på ett extrainsatt årsmöte samma höst.

## Rättstvist
Vägvalet har legat i en rättstvist om 634 500 kr med Sjukvårdspartiet Västra Götaland. Partierna ingick ett valsamarbete 2010 som innebar att Vägvalet ställde upp i Göteborgs kommun och Sjukvårdspartiet i Västra Götalandsregionen. Enligt ett avtal skulle Vägvalet efter att man kommit in i kommunfullmäktige återbetala hälften av Sjukvårdspartiets utlägg för den gemensamma valkampanjen. Då samarbetet sedan sprack, bland annat på grund av att Sjukvårdspartiets representanter invalda på Vägvalets mandat hoppade av Vägvalets fullmäktigegrupp och blev politiska vildar, samt att Vägvalet ställde upp i omvalet till regionfullmäktige i Västra Götalandsregionen 2011 och därmed bidrog till att Sjukvårdspartiet åkte ur regionfullmäktige, valde Sjukvårdspartiet att stämma Vägvalet, med hänvisning till att Vägvalet inte ansågs ha betalat sin del av avtalet. I en uppgörelse som reglerats i en deldom våren 2013 betalade Vägvalet hälften av den summa som Sjukvårdspartiet då kunde styrka. Ett domslut i Tingsrätten kom i januari 2014 där partiet dömdes till att betala skadestånd och rättegångskostnader till Sjukvårdspartiet för totalt 422 000 kr.